# Rosa Castañeda de Mora
Alma Rosa Castañeda de Mora war eine guatemaltekische Sozialaktivistin und Politikerin. Sie wurde 1955 für einen der beiden Wahlkreise im Departamento Zacapa in den Kongress der Republik Guatemala gewählt und wurde am 15. März 1956 das erste weibliche Mitglied des Kongresses.

## Leben
Castañeda erhielt keine formale Ausbildung, sondern lernte nur durch den Unterricht eines Gastlehrers lesen. Anschließend arbeitete sie in der Anwaltskanzlei eines Schwagers. Im Jahr 1925 heiratete sie Carlos Federico Mora Portillo (1889–1972), einen Arzt, Akademiker, Minister und Diplomaten. Das Paar hatte drei Kinder, Federico, Ángela und Cordelia Rosa.
Sie gründete 1920 die Casa del Niño und die „Nationale Liga gegen Tuberkulose“. Außerdem veröffentlichte sie ein Buch zur Kinderfürsorge, El Cuidado del Niño, das über mehrere Generationen verwendet wurde. Im November 1955 wurde sie als erste Frau des Jahres mit dem Preis Prensa Libre ausgezeichnet.
Im darauffolgenden Monat wurde sie als erstes weibliches Mitglied in den Kongress gewählt und trat ihr Amt, das sie bis 1958 ausübte, am 15. März 1956 an. Ihre Nichte Blanca Luz Molina Castañeda wurde später ebenfalls Mitglied des Kongresses.